# Beljajew DB-LK
Die Beljajew DB-LK (russisch Беляев ДБ-ЛК) war ein zweimotoriger Doppelrumpf-Bomber mit negativ gepfeilten Tragflächen, das von seiner Auslegung her sowohl Ähnlichkeiten mit einem Nurflügelflugzeug (es besaß jedoch ein konventionelles Höhenleitwerk) als auch mit dem Auftriebsrumpfkonzept von Burnelli aufwies. Sie war ein typisches Beispiel für die Suche der sowjetischen Flugzeugbauer nach unkonventionellen Lösungen aerodynamischer Probleme in den 1930er Jahren. Von der DB-LK entstand nur ein Exemplar.

## Entwicklung

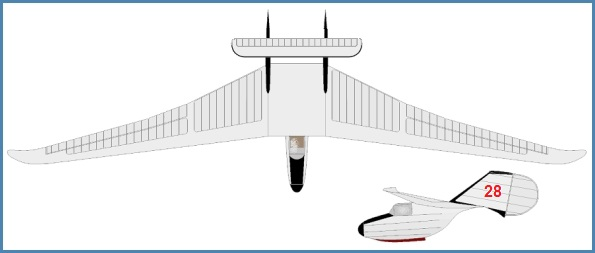
ZAGI BP-2

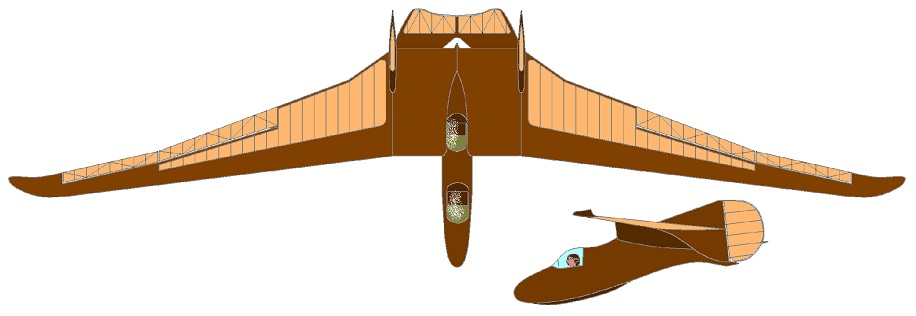
ZAGI BP-3

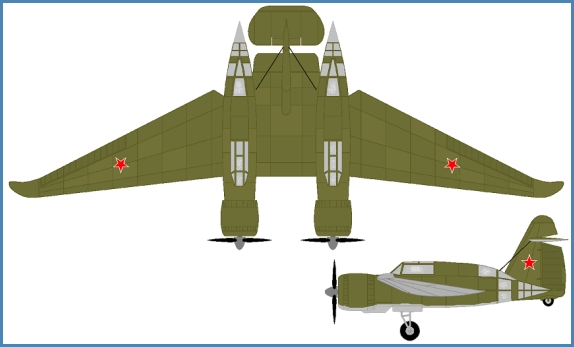
Beljajew DB-LK

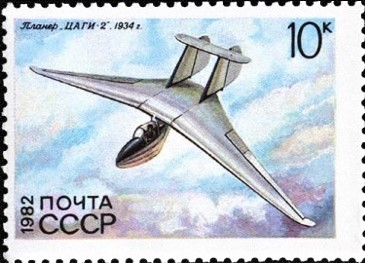
Sowjetische Briefmarke mit der BP-2

Bereits 1933 hatte der Konstrukteur Wiktor Beljajew einen sich stark verjüngenden Tragflügel negativer Pfeilung konstruiert. Die Verjüngung betrug 7:1, die Vorderkantenpfeilung −6°. Die Randbögen waren stark nach hinten gezogen. Beljajew testete das Tragwerk erfolgreich an den Segelflugzeugen BP-2 (ZAGI-2, 1934) und BP-3 (1936). Letzteres wurde in einer kleinen Serie gebaut und zur Pilotenschulung in der Marinefliegerschule Jeisk eingesetzt. Die BP-3 hatte einen Mittelflügel mit starker V-Form und das ebene Pendelhöhenruder lag unter der Tragfläche zwischen den Seitenflossen.
1935 schrieb die AWIAWNITO-Gesellschaft einen Wettbewerb für ein schnelles Passagierflugzeug aus. Beljajew beteiligte sich mit seinem Team und entwarf ein ZAGI-3 genanntes Nurflügelflugzeug mit Doppelrumpf. 1938 erging die Forderung, ZAGI-3 zu einem schnellen Fernbomber umzukonstruieren. Nach Fürsprache Sergei Iljuschins wurde daraufhin das OKB-16 gegründet und Beljajew zu seinem Chefkonstrukteur ernannt.
Das Projekt wurde in einigen Punkten geändert: das Flugzeug erhielt automatische Vorflügel und das Profil NACA 23012, das bereits in dem Bomber SB-2 Verwendung fand. Erstmals im sowjetischen Flugzeugbau wurden Senknieten für die Rumpfkonstruktion verwendet. Das Höhenruder bekam an der Vorderkante feste Vorflügel, um bei größeren Ausschlägen einen Strömungsabriss zu verhindern. Als Antrieb dienten zwei M-87B, in deren Gondeln sich die Hauptfahrwerkschächte und die Besatzungskabinen befanden. Die Bezeichnung für das Flugzeug lautete DB-LK (Dalni Bombardirowschtschik-Letajuschtschije Kryljo = Fernbomber-Fliegender Flügel).
Nach Verzögerungen, hervorgerufen durch Skepsis gegenüber der unkonventionellen Auslegung und innerparteilichem Geplänkel, absolvierte die DB-LK 1939 mit Testpilot M. A. Njuchtikow erfolgreich ihren Erstflug auf dem Flugfeld des Forschungsinstituts der Luftstreitkräfte in Tschkalowskaja. Die Erprobung zeigte gutmütige Flugeigenschaften und sehr gute Leistungsparameter. Das Flugzeug erreichte trotz der schwachen M-87-Motoren eine Höchstgeschwindigkeit von 488 km/h in 5100 Metern Höhe. Am 1. Mai 1940 wurde es anlässlich der Moskauer Truppenparade über dem Roten Platz der Öffentlichkeit präsentiert.
Unter dem Eindruck der deutschen Sturzkampfflugzeuge, insbesondere der Ju 87, erging im selben Jahr die Forderung, die DB-LK zum Stuka umzubauen. Daraufhin entstand eine Attrappe mit Sturzflugbremsen, automatischer Abfangvorrichtung und externen Bombenaufhängungen. Der Beschluss, einen Prototyp dieser Auslegung zu bauen, scheiterte am Ausbruch des Großen Vaterländischen Krieges.
Der erste und einzige gebaute Prototyp wurde beim Herannahen der deutschen Wehrmacht verbrannt.

## Technische Daten
| Kenngröße             | Daten                                                                        |
| --------------------- | ---------------------------------------------------------------------------- |
| Besatzung             | 5–6                                                                          |
| Länge                 | 9,78 m                                                                       |
| Spannweite            | 21,60 m                                                                      |
| Höhe                  | 4,70 m                                                                       |
| Flügelfläche          | 56,87 m²                                                                     |
| Flügelstreckung       | 8,2                                                                          |
| Leermasse             | 5655 kg                                                                      |
| Startmasse            | 9061 kg                                                                      |
| Triebwerke            | zwei 14-Zylinder-Doppelsternmotoren M-87B mit je 700 kW (952 PS)             |
| Höchstgeschwindigkeit | 395 km/h in Bodennähe 488 km/h in 5100 m Höhe                                |
| Dienstgipfelhöhe      | 8500 m                                                                       |
| Reichweite            | 1270 km mit 2000 kg Bombenlast 2900 km mit 1000 kg Bombenlast                |
| Bewaffnung            | vier SchKAS-MG in den Rumpfhecks, ein MG nach vorn vom Navigator zu bedienen |